# Victorialand
Victorialand — четвертий студійний альбом англійської групи Cocteau Twins, який був випущений 14 квітня 1986 року.

## Композиції
1. Lazy Calm – 6:36
2. Fluffy Tufts – 3:07
3. Throughout the Dark Months of April and May – 3:05
4. Whales Tails – 3:18
5. Oomingmak – 2:43
6. Little Spacey – 3:28
7. Feet-Like Fins – 3:27
8. How to Bring a Blush to the Snow – 3:52
9. The Thinner the Air – 3:16

## Склад
- Елізабет Фрейзер — вокал
- Робін Ґатрі — гітара